# Die Diplomatin – Entführung in Manila
Entführung in Manila ist ein deutscher Fernsehfilm von Franziska Meletzky aus dem Jahr 2016. Es handelt sich um die zweite Episode der Krimireihe Die Diplomatin mit Natalia Wörner als die beim Auswärtigen Amt arbeitende Diplomatin Karla Lorenz in der Hauptrolle.

## Handlung
In der philippinischen Hauptstadt Manila werden zwei deutsche Urlauber als vermisst gemeldet. Das Auswärtige Amt in Berlin geht von einer Geiselnahme aus. Auf Vorschlag von Thomas Eick wird Mitarbeiterin Karla Lorenz mit dem Fall betraut und nach Manila geschickt. Bei ihrem Einsatz auf den Philippinen bekommt sie den dortigen Botschaftssekretär Nikolaus Tanz als Assistent zugeteilt. Er kennt sich in Manila gut aus und geht engagiert ans Werk, als er bemerkt, dass sie von einem Militärjeep verfolgt werden. Den Verfolgern entkommen, lässt sich Lorenz zu einem Bekannten fahren, von dem sie etwas zu erfahren erhofft.
Die Entführer melden sich mit einer Videobotschaft, in der die beiden entführten jungen Männer die deutsche Regierung bitten, ihnen zu helfen, am Leben zu bleiben und deshalb jegliche Waffenlieferungen eingestellt werden sollen. In Berlin zeigt man sich irritiert, weil nach ihren Regel keine Waffen in Krisengebiete geschickt werden dürfen. Thomas Eick vermutet daher, dass sich nicht daran gehalten wurde. Er will Lorenz davon in Kenntnis setzen, dass es um Waffenschmuggel geht, doch sein Vorgesetzter untersagt ihm dies, weil es seiner Meinung nach für Lorenz’ Einsatz keine Rolle spielen würde. Es bleibt der Diplomatin und ihrem Assistenten Tanz nicht verborgen, dass die beiden angeblichen Urlauber Waffen von Malaysia zu den Philippinen gebracht haben und dabei von Rebellen ertappt wurden. Die haben nun die Waffen, setzen sich aber auch mit der Regierung in Verbindung, damit weitere Waffenlieferungen gestoppt werden. Lorenz ist sich deshalb sicher, dass die Rebellen keinen Krieg anzetteln, sondern einen neuen Bürgerkrieg verhindern wollen.
Lorenz muss ihr gesamtes diplomatisches Geschick aufbieten, damit sie einer offiziellen Militäraktion der philippinischen Regierung und damit einem Blutbad zuvorkommen. Um die beiden Deutschen friedlich freizubekommen, muss sich die Diplomatin nicht nur gegenüber Dienstanweisungen verweigern, sondern auch ihr eigenes Leben aufs Spiel setzen. Es ist für sie ganz offensichtlich, dass die entführten Deutschen für die philippinische Regierung nur ein Vorwand sind, um in das Dorf, in dem sie offensichtlich gefangen gehalten werden, einzumarschieren. Als sie telefonisch ihren Vorgesetzten Thomas Eick davon in Kenntnis setzt, beordert er sie umgehend zurück. Da Eick aber ganz speziell sie für diese Mission ausgewählt hatte, weiß er auch, dass sie ihren eigenen Kopf hat.
Am nächsten Tag reist Lorenz nur zum Schein zurück nach Berlin. Sie hat sich vorgenommen die Entführten auf eigene Faust befreien, damit es keinen Grund mehr gibt, das Dorf anzugreifen. Gemeinsam mit Tanz, dem die couragierte Lorenz imponiert, begibt sie sich zum Dorfältesten, um mit ihm die gefährliche Situation zu besprechen. Lorenz hat damit zwar Erfolg, doch kann sie den militärischen Einmarsch nicht mehr verhindern. Erst als die deutsche Regierung der philippinischen zusichert Kriegsschiffe zu liefern, wird der Beschuss eingestellt. Dies war vermutlich von Anfang an das Ziel der philippinischen Regierung, und da auch deutsche Geschäftsleute an diesem Handel interessiert waren, hatten diese ihre Verbindungen bis in den Wirtschaftsbereich vom Auswärtigen Amt aufgebaut. Für Lorenz ist ihr Einsatz, die Geiseln zu befreien, zwar geglückt, aber das Blutbad konnte sie nicht verhindern. Bevor der Beschuss eingestellt wurde, mussten viele Dorfbewohner ihr Leben lassen.

## Hintergrund
Entführung in Manila wurde vom 3. November 2014 bis zum 15. Dezember 2014 gedreht. Als Drehschauplätze diente unter anderem Berlin und Umgebung. Die hier in der philippinischen Hauptstadt Manila spielenden Szenen wurden in Thailand gedreht.
Ursprünglich sollte Entführung in Manila als Auftaktfolge der neu eingeführten Krimireihe Die Diplomatin am 14. November 2015 auf Das Erste im Samstagabendprogramm erfolgen. Aufgrund der sich am Vortag ereigneten Terroranschläge in Paris wurde die Ausstrahlung auf den 7. Mai 2016 verschoben. Die Erstausstrahlung der als zweite angekündigten Folge Das Botschaftsattentat wurde vorgezogen auf den 30. April 2016, da der Sender die angedachte Chronologie kurzfristig geändert hatte.

## Rezeption

### Einschaltquote
Bei der Erstausstrahlung am 7. Mai 2016 im Ersten erreichte der Film 3,76 Millionen Zuschauer und 14,5 Prozent des Gesamtmarktanteils.

### Kritik
Thomas Gehringer von Tittelbach-TV meinte: „Mit ‚Entführung in Manila‘ startet die ARD eine neue Reihe mit interessantem Ansatz. Thema ist deutsche Außenpolitik, die Inszenierung verbindet Geheimdienstkrimi und Politdrama. Nicht die große politische Bühne Berlins steht hier im Mittelpunkt, sondern die praktische, selten sichtbare Arbeit hinter den Kulissen. Natalia Wörner spielt überzeugend die Titelheldin, eine couragierte Diplomatin, die […] zwei Deutsche aus der Gewalt philippinischer Rebellen befreien soll. Die Figur hat Potenzial, beim Buch hakt es […] noch.“
Die Kritiker der Fernsehzeitschrift TV Spielfilm äußerten sich zum zweiten Film der Reihe wie folgt: „Spannender Blick auf schmutzige Politdeals“. Sie werteten den Film mit dem Daumen nach oben.